# Schmidt-Pechanova prizma
Schmidt-Pechanova prizma je optična prizma, ki spada med odbojne prizme. Uporablja se v optičnih napravah za obračanje slike. 
Izumljena je bila v letu 1899 .

## Zgradba in delovanje
Scmidt-Pechanova prizma je v resnici združitev dveh prizem Schmidtove in Pechanove prizme. Prizma je sestavljena iz dveh prizem, ki ju loči majhna zračna reža. Svetlobni žarek izstopa iz prizme v isti smeri kot vstopa, slika pa je obrnjena za 180°.
Po vstopu žarka v prvo prizmo po odboju pride do popolnega odboja. Pri tem se žarek usmeri v drugo prizmo. Slika se pri tem še ne obrne. Po vstopu v drugo prizmo pride trikrat do popolnega odboja. Del prizme, ki ima strešno obliko (strešna prizma, dve površini pod kotom 90°) povzroči obračanje slike.

## Uporaba
Scmidt-Pechanova prizme se uporabljajo največ v binokularjih (tudi v monokularjih), kjer služijo za vzpostavitev pokončne slike.